# Municipio de Richmond (condado de Ray)
El municipio de Richmond (en inglés: Richmond Township) es un municipio ubicado en el condado de Ray en el estado estadounidense de Misuri. En el año 2010 tenía una población de 9141 habitantes y una densidad poblacional de 29,25 personas por km².

## Geografía
El municipio de Richmond se encuentra ubicado en las coordenadas 39°18′30″N 93°59′45″O / 39.30833, -93.99583. Según la Oficina del Censo de los Estados Unidos, el municipio tiene una superficie total de 312.53 km², de la cual 310.24 km² corresponden a tierra firme y (0.73%) 2.29 km² es agua.

## Demografía
Según el censo de 2010, había 9141 personas residiendo en el municipio de Richmond. La densidad de población era de 29,25 hab./km². De los 9141 habitantes, el municipio de Richmond estaba compuesto por el 94.84% blancos, el 2.48% eran afroamericanos, el 0.42% eran amerindios, el 0.33% eran asiáticos, el 0.12% eran isleños del Pacífico, el 0.26% eran de otras razas y el 1.55% pertenecían a dos o más razas. Del total de la población el 2.17% eran hispanos o latinos de cualquier raza.